# Castillo de Viana do Alentejo
El Castillo de Viana do Alentejo (en portugués: Castelo de Viana do Alentejo) es un castillo  gótico construido durante la Reconquista y el asentamiento de la región central del Alentejo portugués, situado en la parroquia de Viana do Alentejo, municipio del mismo nombre. Aunque su diseño es relativamente discreto, en comparación con sus contemporáneos, como el Castillo de Portel o el  Castillo de Feira, la estructura sirvió para el período de lucha asociado a la expansión de las fuerzas de las autoridades portuguesas en el sur del Algarve.  Su nombre, Viana do Alentejo, está ligado al título nobiliario de la familia Meneses, primeros condes de Viana , que destacaron en las campañas portuguesas de Marruecos en el siglo XV .

## Historia

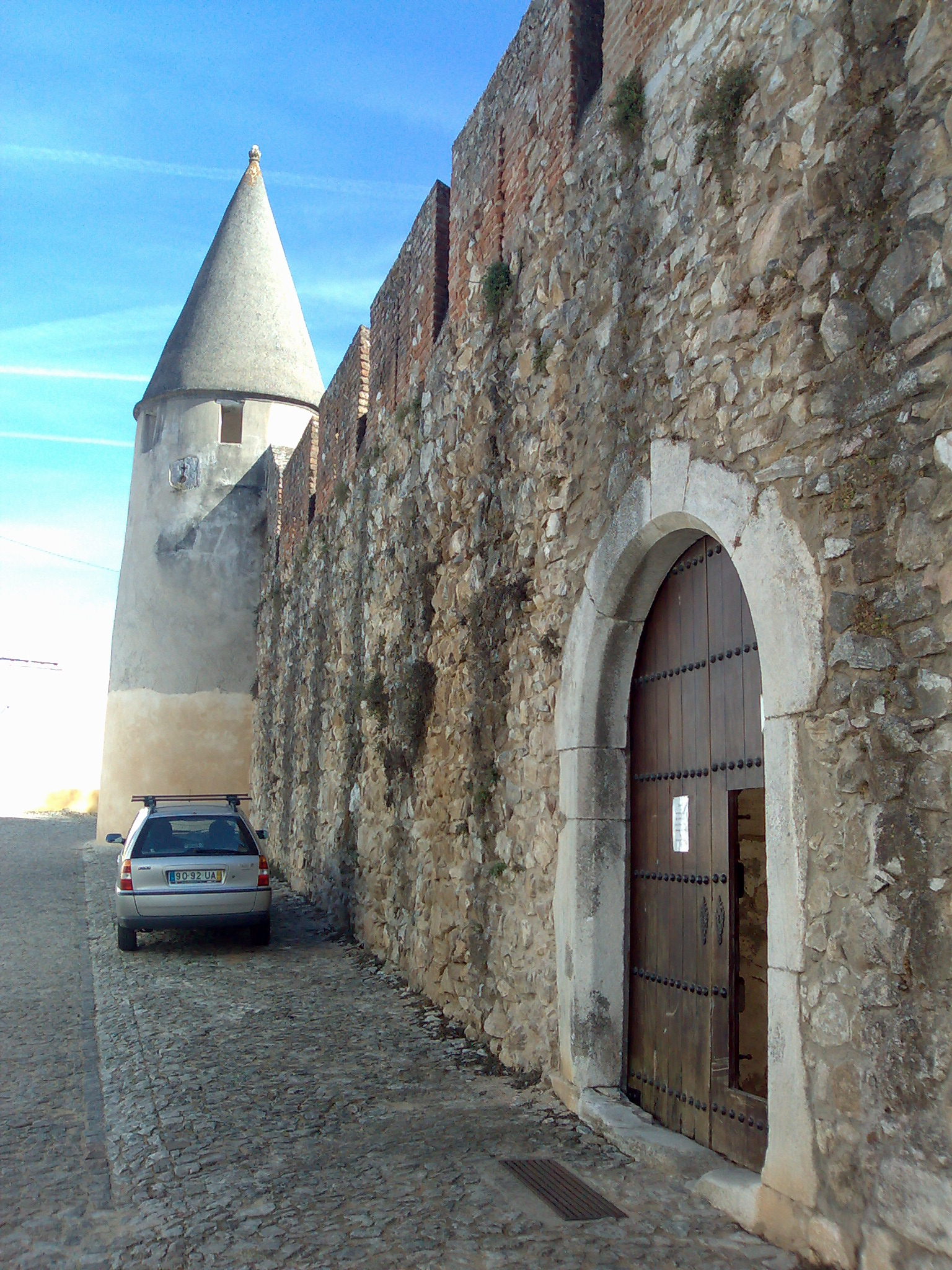
Una de las sencillas puertas y torres cilíndricas del Castillo

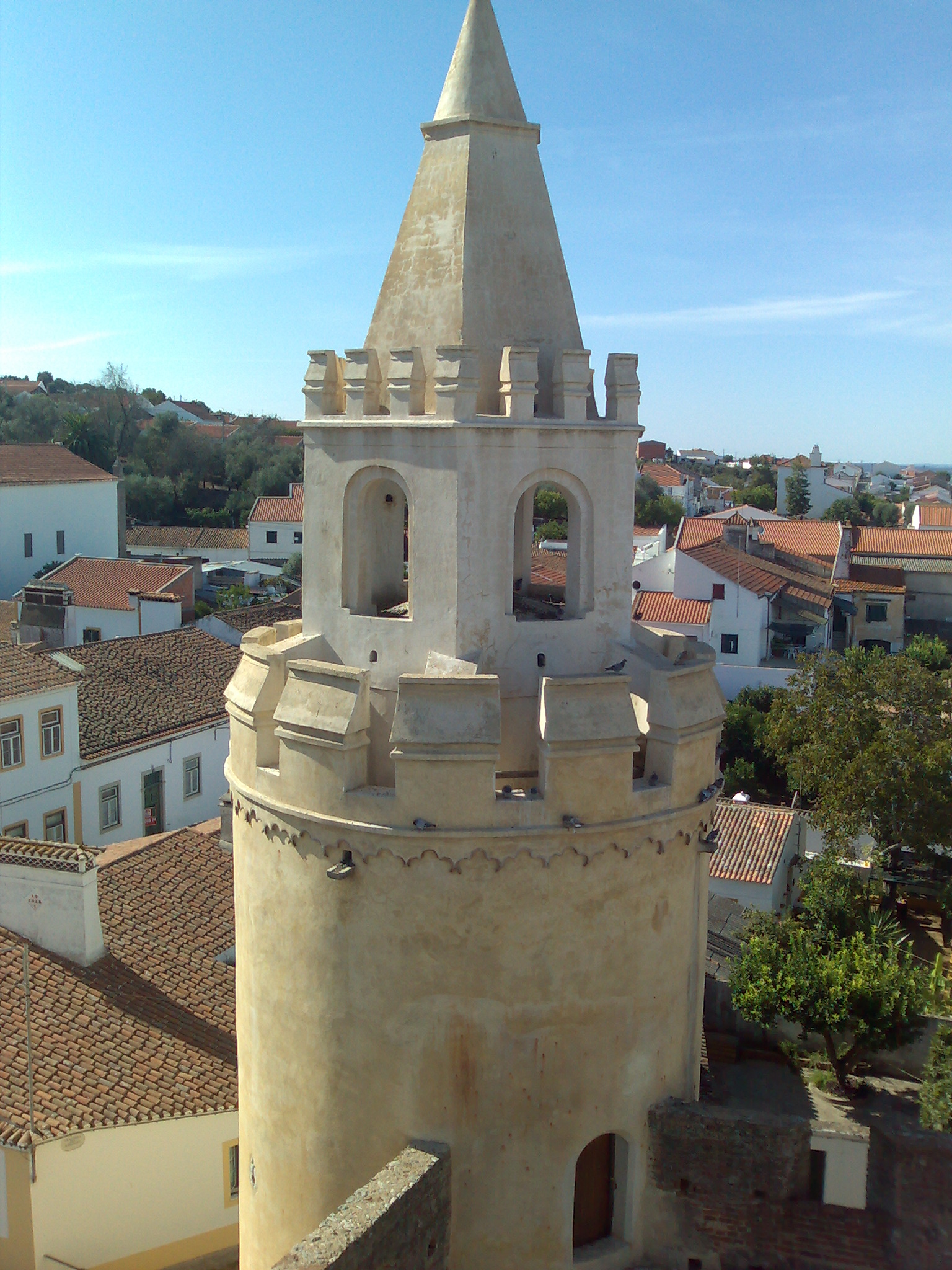
La torre principal del castillo, con una representación más ornamentada y romántica

El castillo fue fundado en 1313; al establecer una carta foral a esta villa en 1313, el rey  D. Dinis ordenó la construcción de un cerco de murallas en el lugar donde se encuentra esta ciudad, de 400 brazos de longitud donando 100 000 libras para las obras públicas. Sin embargo, la fortificación que existe en Viana do Alentejo" ...no corresponde a esta intención regia... y las últimas investigaciones se inclinan hacia la probabilidad de que [sus súbditos] no hayan conseguido construirla... [por lo tanto] ¿puede el Castillo de Viana do Alentejo ser una obra de finales del siglo XV o principios del XVI?
La referencia a las fortificaciones terminadas ocurrió en 1490, cuando se hizo la primera mención a las reparaciones de las murallas, almenas y pináculos.
La DGEMN Direcção Geral dos Edifícios e Monumentos Nacionais (Dirección General de Edificios y Monumentos Nacionales) inició un proceso de restauración y acondicionamiento en 1940, que incluía la reparación de las almenas y las murallas. El regreso a esta tarea se produjo entre 1970 y 1974, y de nuevo, en 1976, además de las reparaciones de las torres.
Otras reparaciones en 1978 incluyeron la ejecución de nuevas literas de mampostería de ladrillo, que fueron derribadas en el jardín; la consolidación y reparación de dos torres, con el uso de hormigón armado en una torre que había sido partida; y el enlucido de las cúpulas y los muros interiores.
En 1992, el castillo pasó a ser administrado por el IPPAR Instituto Português do Património Arquitectónico (Instituto Portugués del Patrimonio Arquitectónico), en virtud del decreto ley 106F/92, antes de pasar a ser responsabilidad del Instituto de Gestão do Património Arquitectónico e Arqueológico (Instituto de Gestión del Patrimonio Arquitectónico y Arqueológico).
Entre los años 2000 y 2005, en el denominado Proyecto de Conservación, Recuperación y Valorización del Castillo de Viana do Alentejo, se comenzó a avanzar en la excavación arqueológica del sitio. Durante esas investigaciones se descubrió una necrópolis y se limpiaron y rehabilitaron los muros, iglesias y cruces.

## Arquitectura
El castillo está implantado en una corta elevación, en los flancos norte de la Sierra de Viana, aislado en la periferia del pueblo de Viana do Alentejo. Dentro de sus muros se encuentran la iglesia parroquial alineada en el muro sur, y la Iglesia de la Misericordia a lo largo de su muro noroeste, mientras que la antigua cruz de Viana do Alentejo se encuentra aproximadamente en el centro.
La planta es  pentagonal irregular, con su base en el sur y apuntando al norte, que consiste en cinco muros divididos por cinco torres cilíndricas en cada vértice. Las almenas cubren los muros de la estructura, de ladrillo visto alternando con aberturas y rendijas de protección. La ubicación de las dos iglesias significa que estos edificios se encuentran frente a sus respectivos muros.
Dentro de este límite se construyó la iglesia parroquial de la época manuelina (1521), atribuida a Diogo de Arruda, un importante maestro artesano de la comarca del Alentejo de la época. Frente a este edificio se encuentra la Iglesia de la Misericordia, también atribuida a Arruda por la misma época, que sirvió de sede municipal hasta finales del siglo XVII.

## Galería

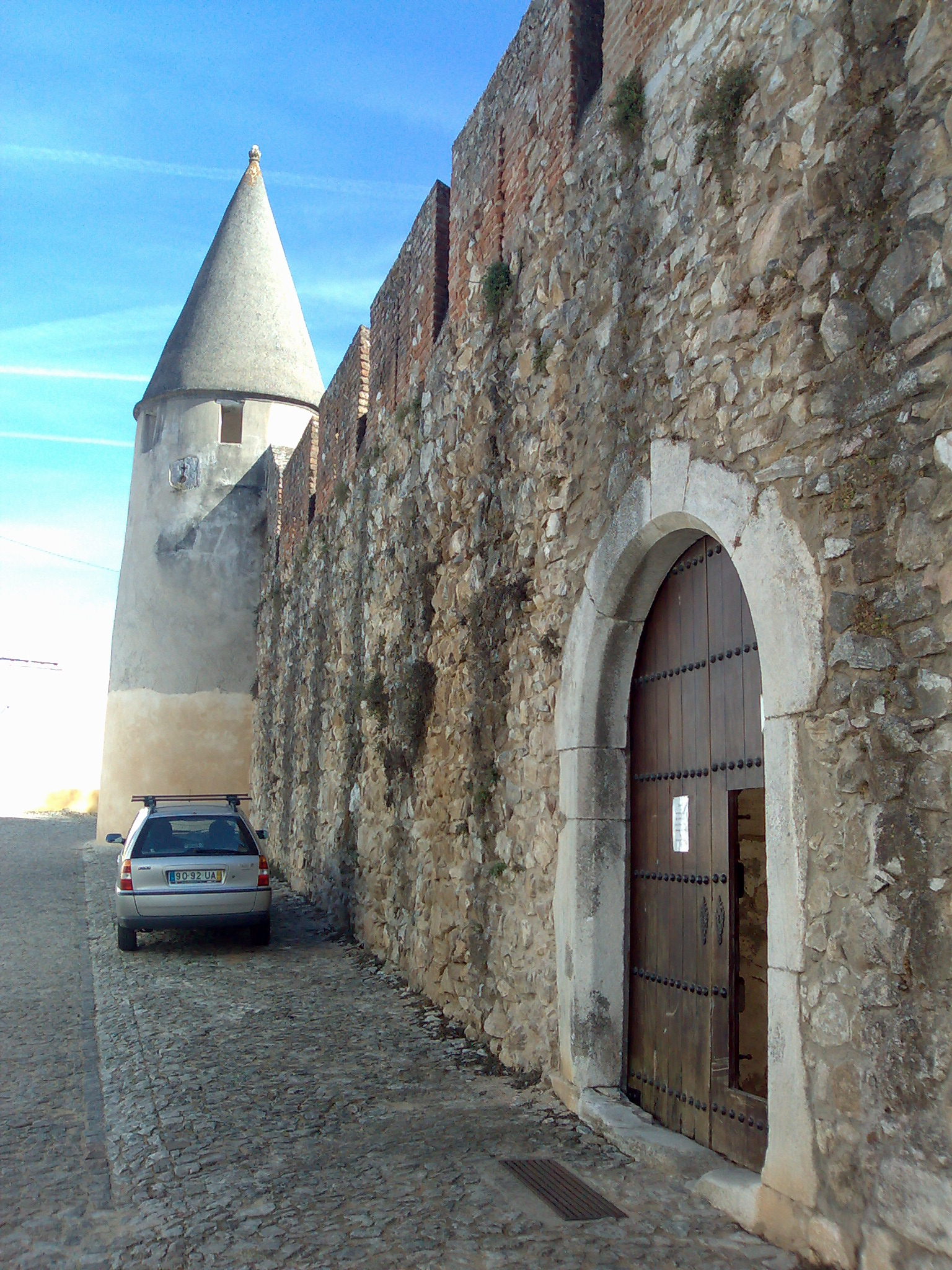
Cubierta y muralla
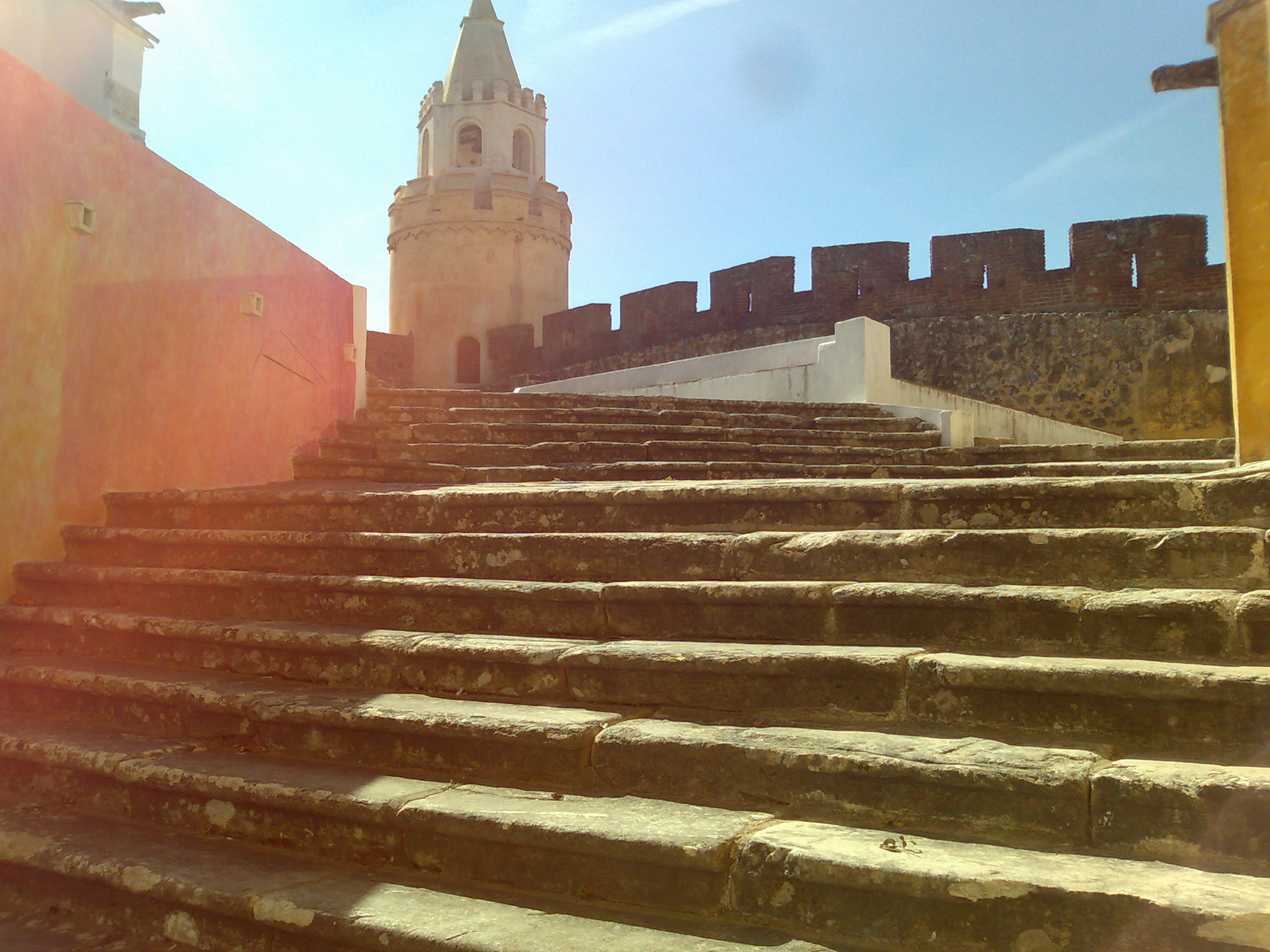
Escalera interior y torre del homenaje
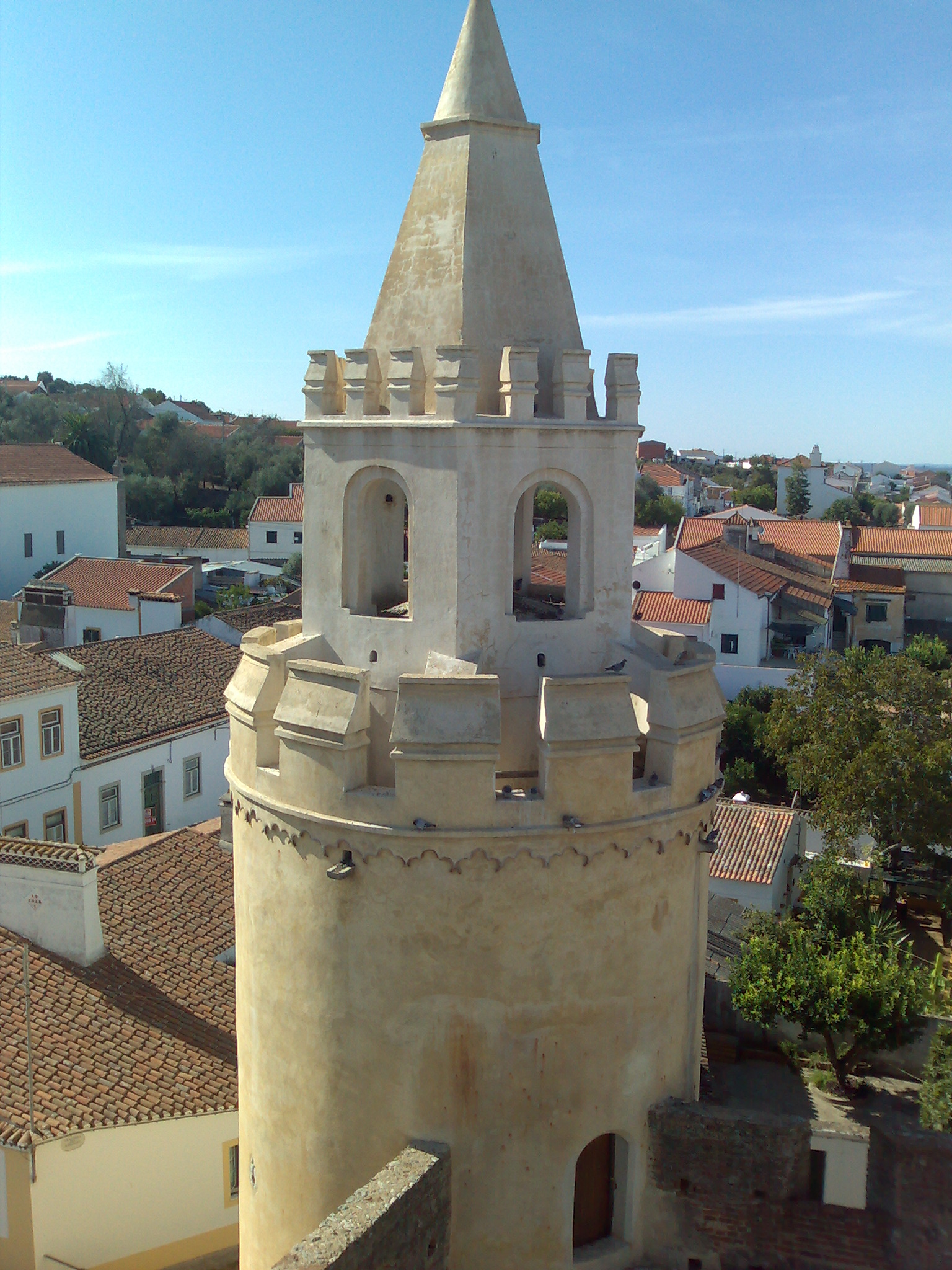
Torre del homenaje
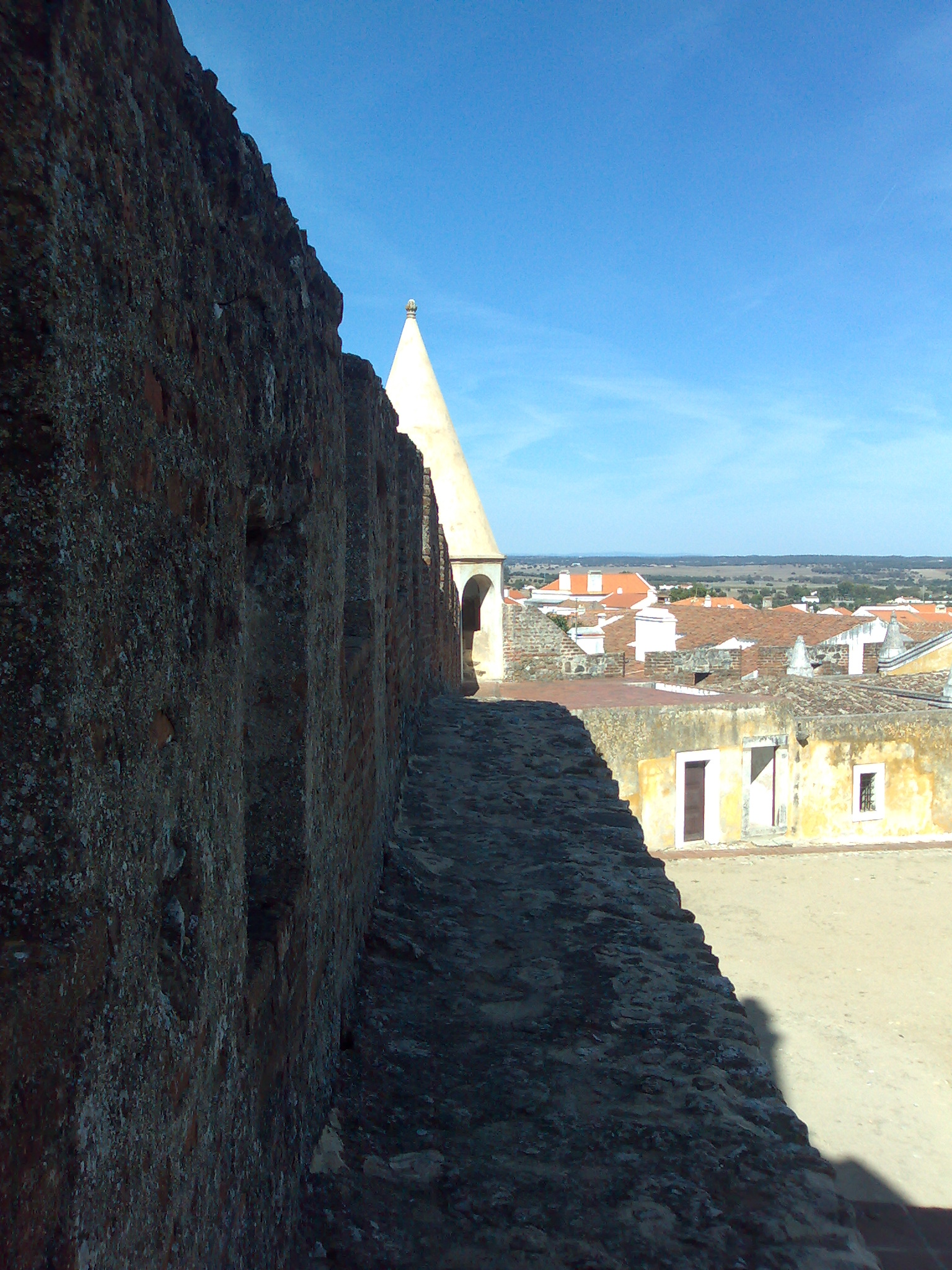
Muralla vista desde el interior
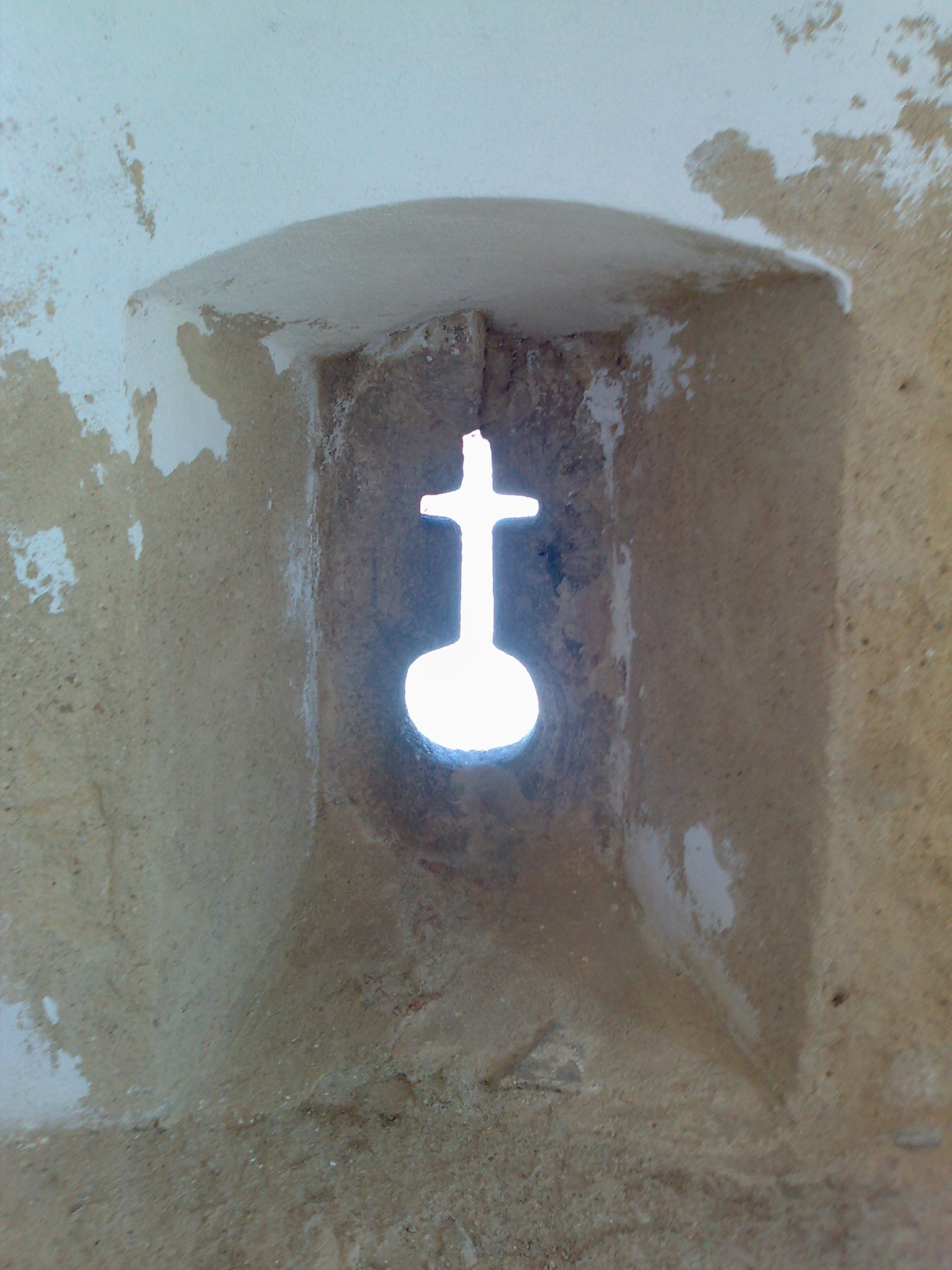
Detalle del interior de un cubo
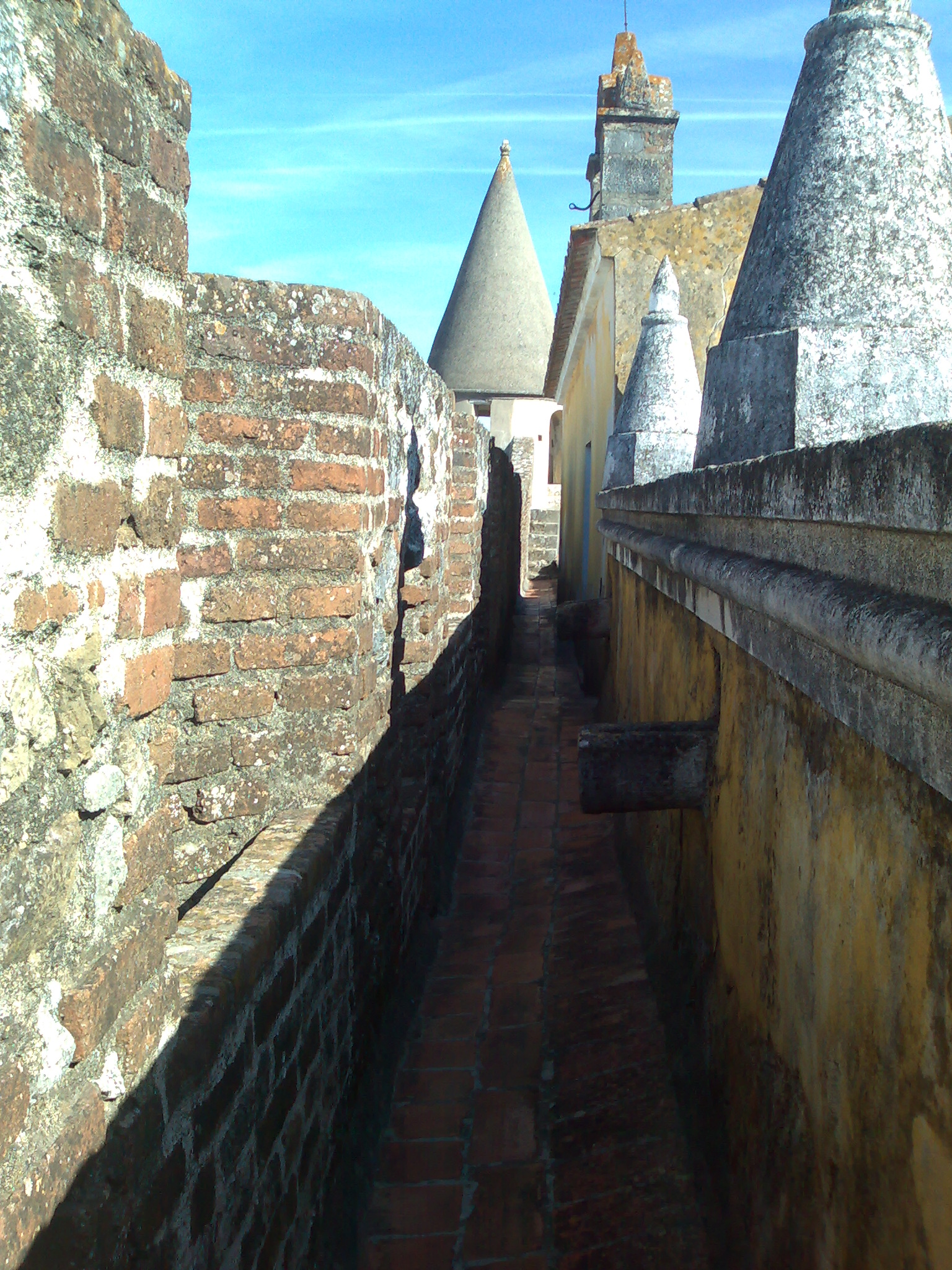
Muralla vista desde el interior y cubo
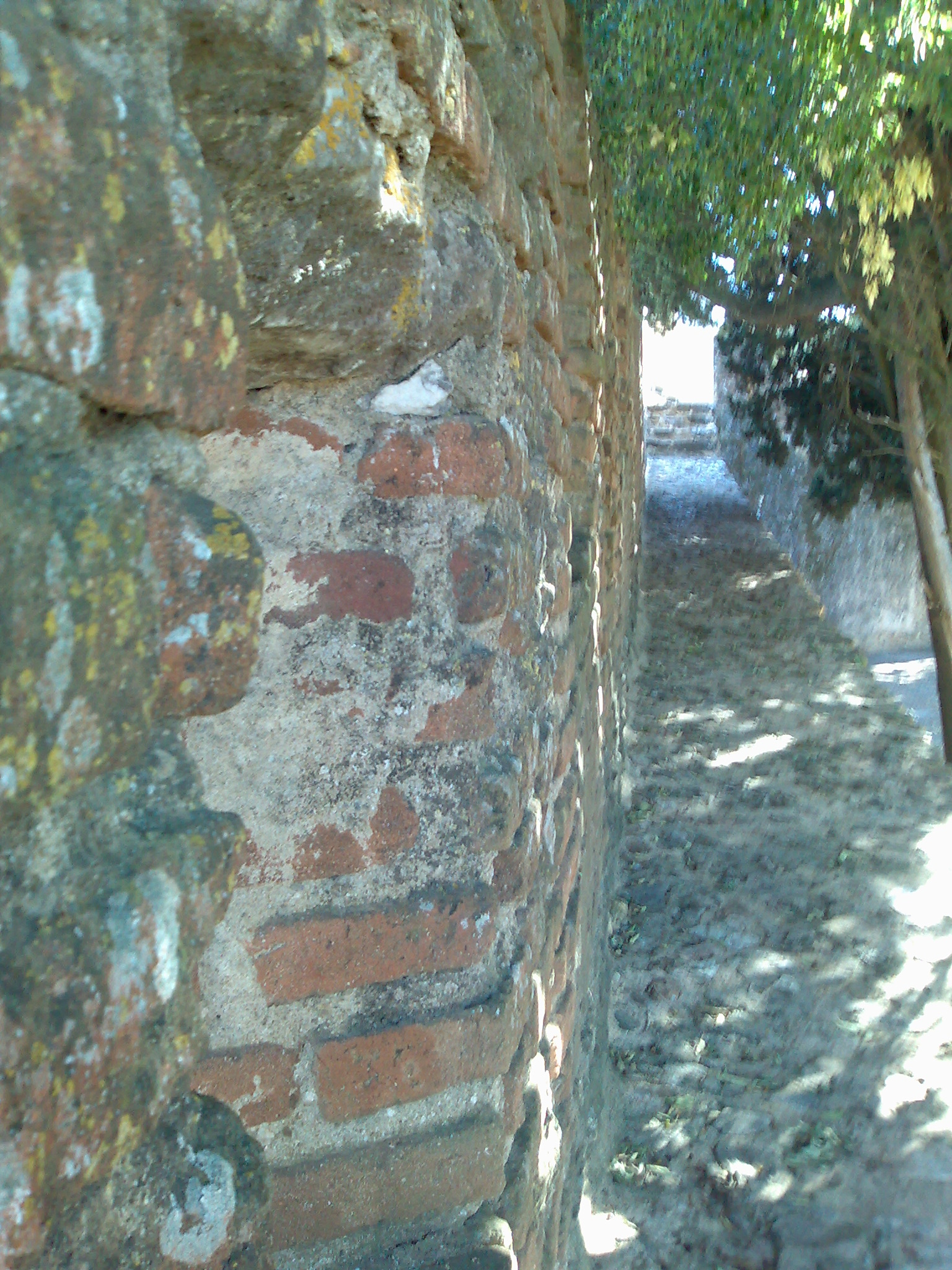
Muralla vista desde el interior (al lado del jardín)
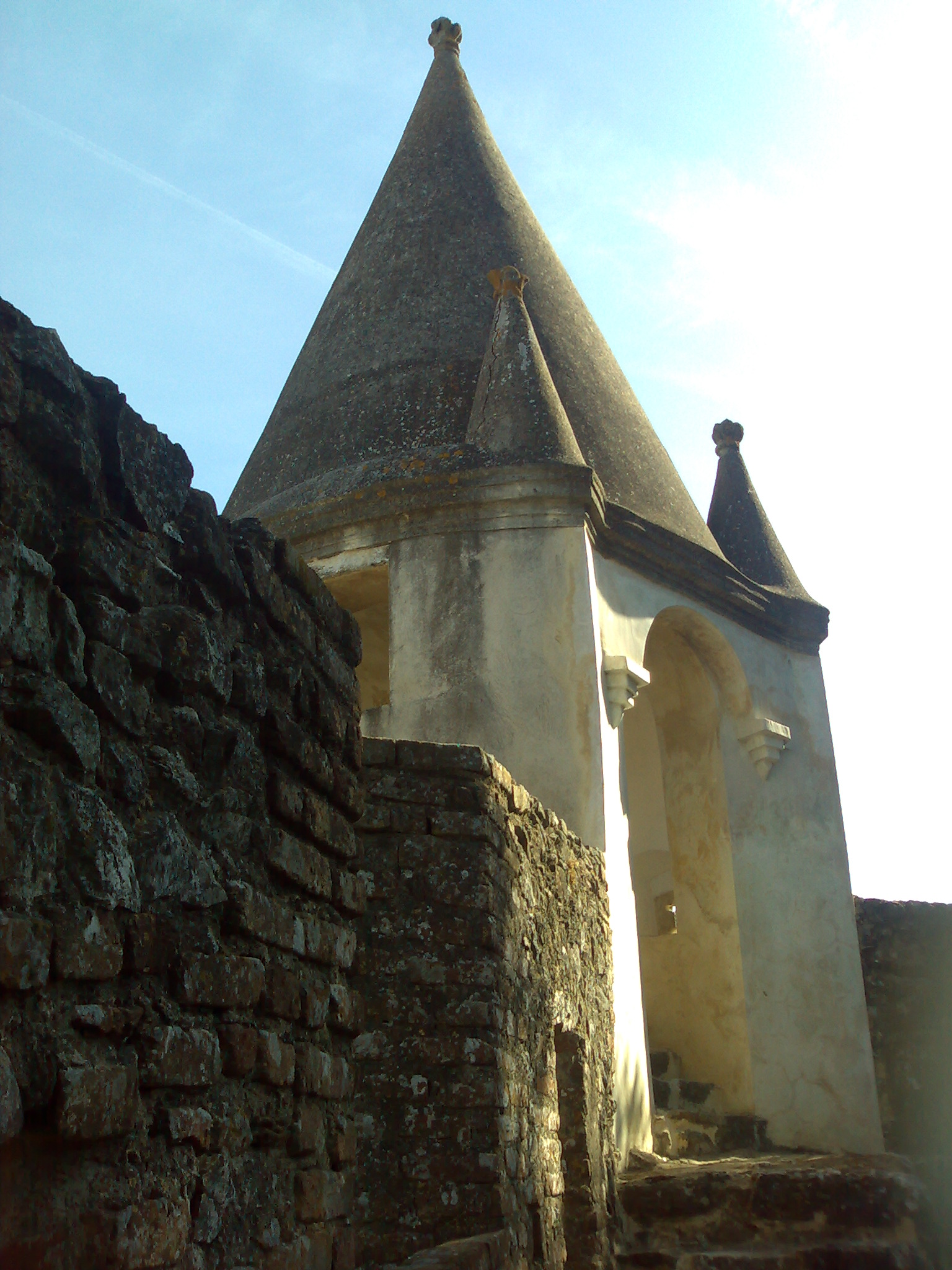
Cubo cilíndrico
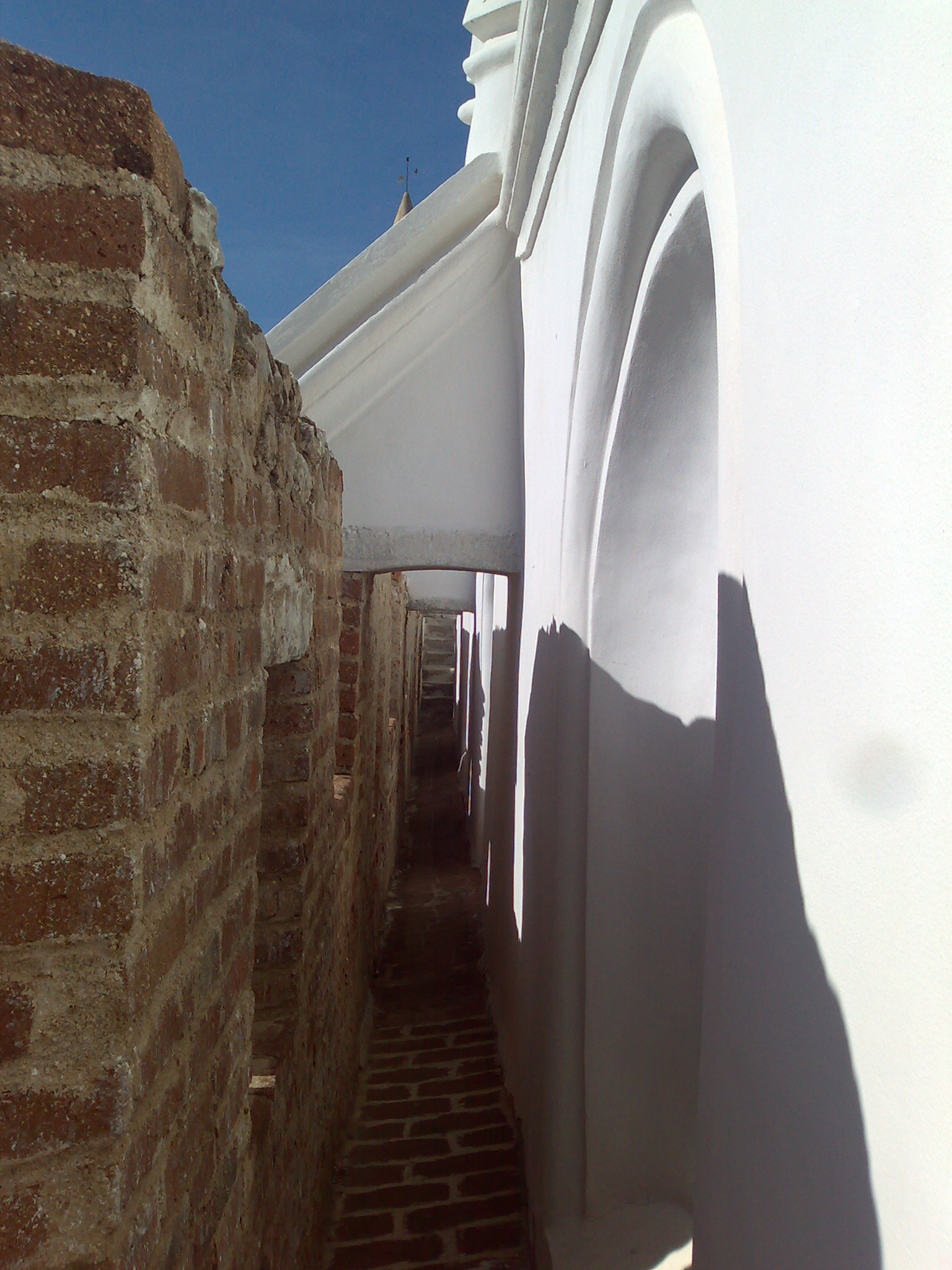
Sección de la muralla unida a la Iglesia Matriz